# Ioulia Ivanova
Pour les articles homonymes, voir Ivanova.
Iolia Viktorovna Ivanova (née le 5 décembre 1977) est une gymnaste rythmique russe.

## Biographie
Ioulia Ivanova remporte aux Jeux olympiques d'été de 1996 à Atlanta la médaille de bronze par équipe avec Olga Chtyrenko, Evguenia Bochkareva, Anguelina Iouchkova, Irina Dziouba et Elena Krivochei.

## Palmarès

### Jeux olympiques
- Atlanta 1996
  -  médaille de bronze par équipe.